# NO LOOKIN' BACK
『NO LOOKIN' BACK』（ノー・ルッキン・バック）は、浅香唯の10枚目のスタジオ・アルバム。1990年12月5日にマイカルハミングバードよりリリースされた。

## 概要
前作『OPEN YOUR EYES -Nude Songs Vol.2-』に引き続き英国でレコーディングされた。今作ではピーター・ガブリエル所有のリアル・ワールド・スタジオでレコーディングが行われている。初めて浅香本人がアルバム全曲の作詞を担当した。
先行シングル「Self Control」と、そのカップリング「孤独（ひとり） 〜この声が聞こえても〜」はRemixで収録。「Self Control」同様、全曲ウィスパー唱法が採られている。また、曲調、歌詞、ジャケットにおいてもこれまでとは全く異なり、それまでのアイドル色を完全に排除し、アーティスティック色が強調された作品となった。本人曰く、全8曲中ラブソングは「さよならの言い訳」のみとのこと。
前々作『Nude Songs』、前作『OPEN YOUR EYES』に引き続き、 井上鑑が「孤独（ひとり）〜この声が聞こえても〜」を除くアルバム全曲の編曲を手掛けている。
浅香の誕生日である本作発売の前日12月4日には、クラブチッタ川崎にて『BIRTHDAY LIVE』が開催され、本作収録曲を披露した。

## 収録曲
全曲作詞: 浅香唯
1. Missing Person
作曲: 羽田一郎 / 編曲: 井上鑑
2. DIAMOND RAIN
作曲: 伊藤心太郎・宮手健雄 / 編曲: 井上鑑
3. 孤独（ひとり）〜この声が聞こえても〜 (Remix)
作曲: 辻仁成 / 編曲: 鎌田ジョージ
  - 「Self Control」のカップリング曲。
4. さよならの言い訳
作曲: 羽田一郎 / 編曲: 井上鑑
5. JACK
作曲: 羽田一郎 / 編曲: 井上鑑
6. Kiss, Honey, Kiss
作曲: 鎌田ジョージ / 編曲: 井上鑑
7. Self Control (Remix)
作曲: 鎌田ジョージ / 編曲: 井上鑑
8. 終わらない罪
作曲: 伊秩弘将 / 編曲: 井上鑑

## 関連作品
- 浅香唯大全集 THE COMPLETE BOX
- 浅香唯 30周年記念コンプリートBOX